# Sabutis
Sabutis ist ein litauischer männlicher Familienname. Der Name ist ein 
Kosename.

## Weibliche Formen
- Sabutytė (ledig)
- Sabutienė (verheiratet)

## Namensträger
- Eugenijus Sabutis (*  1975), Politiker, Seimas-Mitglied und Bürgermeister von Jonava
- Liudvikas Sabutis (* 1939), Jurist und Justizpolitiker, Staatsanwalt und Mitglied des Seimas, Vizeminister Sowjetlitauens
- Mindaugas Sabutis (* 1975),  evangelischer Theologe und Bischof